# エンジェリック・コンサート
『エンジェリック・コンサート』（ANGELIC CONCERT）は、2001年1月19日に工画堂スタジオより発売された一般向けPCゲーム。「リトル・ウィッチ シリーズ」と共通の世界、時間を継承した作品であり、後に発売する『AS〜エンジェリックセレナーデ』、『シンフォニック=レイン』に続くミュージックアドベンチャーゲーム第1作目にもなっている。
また2003年3月13日、サクセスによりPlayStation 2/Xboxそれぞれに移植され発売された。その際PlayStation 2版ではリアン＝エルサス、Xbox版ではピアラ＝セティスがヒロインとして追加されたが、それぞれのプラットホームに排他的に収録されていたため、すべてのシナリオをプレイするためには両方を購入する必要があった。
2004年12月3日には家庭用ゲーム機に移植された際に追加されたキャラクター・シナリオ・曲すべてを収録したPCゲーム『エンジェリック・コンサート アンコール』（ANGELIC CONCERT encore、以下encore）が発売された。

## ストーリー
風の国フォルラータのはずれに住む魔法演奏楽器フォルテールを持つ少年カウジーとカウジーの幼なじみである歌が好きな少女サフィ。二人は旅の吟遊詩人の話を聞き王都フォルラータで一年に一度開かれる歌のコンクールで優勝し、音楽家の仲間入りを目指すことを決意する。王都に向かう途中で歌を歌って路銀を稼ぎながら進む大変ながらも楽しい旅のはずが、なぜか行く先々でトラブルが起こる。

## システム
基本として恋愛アドベンチャーゲームであるが、ゲーム中でミュージックアクションパートと呼ばれる音楽ゲームがあり、ゲームは2つの要素からなっている。

### 恋愛アドベンチャー
王都を目指して旅を勧めていく途中で訪れる村や町で話として区切られており、Stage1から始まりStage13 - Last Stageでエンディングとなる。最初のPC版はこのStageごとにしかセーブが行えなかった（PS2版、Xbox版、Encoreは途中でもセーブできるようになっている）。完全な一本道ではなく途中ルートを選択できる個所や今までの選択肢の状況によりストーリーがまったく変更となる街があるためEncoreでは30話弱のストーリーが収録されている。話は一般的な恋愛アドベンチャーゲームのようにキャラクターとの会話でゲームが進み、主人公のせりふを選択してストーリーが分岐する。キャラ別のエンディングは主人公の行動の選択はもちろん途中の旅のルートによっても決定され、過去のクリア状況による制限も加わるため何も知らずにキャラ別のエンディングを狙って見るのは難しく、Encoreには攻略本のPDFデータが付属している。

### ミュージックアクションパート
キーボード（PS2版、Xbox版はパッド）を鍵盤に見立てて画面右側から流れてくる音符にあわせ対応するキーを押す音楽ゲーム。難易度の調整により4キー、8キー、30キー（30キーはEncoreのみ）を使用する。音楽ゲームは旅先で発生するトラブルを歌で解決するという設定になっておりうまく演奏が出来ないとそこでゲームオーバーとなってしまう。ゲームオーバーとなってもコンティニューをして演奏部分をやり直すことが出来るが最初のPC版では演奏が出来ないと絶対に先に進めなかった。また演奏ゲームには得点がつくようになっていてエンディングまで到達した場合今までの総得点が集計されハイスコアで名前を残す(英字4文字)ことができた。このようにゲームをクリアして次のステージ、ハイスコアネームというアーケードゲームのようなシステムになっているがこれはエンジェリックコンサートの企画者が以前アーケードゲームの製作を行っており、アーケードゲームのような感覚を目指して作成したためである。なおPS2版、Xbox版以降はオプションで自動演奏が設定できるようになりミュージックアクションパートをやらなくても先のストーリーへ進めるようになっていたり、後に出るミュージックアドベンチャーシリーズでは演奏に失敗した場合はゲームオーバーにはならずに失敗したものとしてストーリーが進むようになるなどアーケード色は薄れていく（自動演奏も継承されている）。ただし次に述べるフリープレイモードでの得点ランキングのネームエントリーは継承されている。

### インターネットランキング
一度ストーリーに登場した曲はフリープレイモードで自由に練習が出来るようになる。Encoreではフリープレイでの得点をインターネットランキングによりユーザー間で競えるようになっている。また他のミュージックアドベンチャーシリーズの曲や特典データとして提供される工画堂のゲーム曲もプラグインとしてランキングに参加ができる。

## キャラクター
カウジー＝ストファート
ゲームの主人公。王都で開かれるコンクールで優勝しサフィと共に音楽家の仲間入りを目指す少年。バイトなどでこつこつ2年間溜めて一番安いクラスのフォルテールを購入したほどフォルテールに熱心だが、田舎に住んでいるため吟遊詩人フェールの話を聞くまで音楽家の入り口となるコンクールのことも知らなかった。主人公らしく優柔不断で流されやすい性格ではあるがいうべきことははっきり言う。
サフィ＝スィーニー
声 - 堀江由衣
カウジーの幼なじみ。歌うことが大好きであり、彼女の歌う歌には枯れた花も瑞々しさを取り戻す魔法のような力がある。のんきでマイペースな性格であり幼なじみとはいえカウジーと二人きりで野宿もあるような旅のことも特に気にしていない。見た目はおとなしめで清楚な少女であるが意識的、無意識的にところ構わず駄洒落をいう癖がありその言霊は火を消したり人を凍り付けにする力がある。カウジーは手馴れたもので相手にしないがつい反応してしまい後悔することも。卵料理が得意。
ふかふか
声 - 川瀬ゆうこ
サフィーがいつも頭に載せている一見帽子（シャプカ）のような魔法生物。魔法生物は本来魔法使いの使い魔となる生物であるが、サフィは魔法使いでないためただいるだけのペットのような存在。人間の言葉は理解するがムィムィという鳴き声しか出せない。
クリノン＝リヴァーレ
声 - 田村ゆかり
ある小国の領主の10歳の一人娘。サフィ達と同様に歌のコンクールでの優勝を目指して執事のギャレソンと共に旅をする。貧乏旅行のサフィ達と一緒に旅をするわけでもないのだがいろんなところで鉢合わせをする。伝説の歌姫、ココナにあこがれて歌の道を目指している。
ギャレソン＝ビステク
リヴァーレ家の執事。55歳であるが完全に白髪であり苦労が絶えないようである。執事兼ボディーガードとしてクリノンについて回るが、歌のパートナーとしてのフォルテールの腕前も一流。
ココナ＝キュート
声 - 麻績村まゆ子
歌姫として彗星のように現れフォルラータ中を風靡し、一年後に突然の引退宣言をした伝説の歌姫。引退後は行方不明となり今も正体を隠して生活している。旅先にちょくちょく現れカウジーたちを翻弄するがその目的は不明。『リトル・ウィッチ シリーズ』とのつながりを持つ（後述）。
リアン＝エルサス
声 - 水樹奈々
PlayStation 2版より追加。フォルラータ出身の女の子。どこかの良家出身のようで極端な世間知らずでわがまま。ドラマチックな出会いをした姉のシチュエーションにあこがれている。
ピアラ＝セティス
声 - 沢城みゆき
Xbox版より追加。リヴァーレ家の使用人兼歌の先生兼教育係兼ボディーガード。クリノンと共に旅をするがまじめすぎる性格によりクリノンは隙を見て逃げ回っている。彼女の使う魔法格闘術により野生の熊とも渡り合い心身ともに無敵のようであるが意外なものが苦手。
フェール＝ルセット
旅の吟遊詩人。カウジーたちに歌のコンクールの話を教え、音楽家への道を決意させる。彼もまた『リトル・ウィッチ シリーズ』とのつながりを持つ。

## 楽曲
いわゆる音ゲーでもあるため非常に多くの歌が使われている。

### 劇中使用楽曲
歌 - サフィ（堀江由衣）
1. トラベルハーモニー
2. ひと言の魔法
3. 眠る前のテレパシー
4. 毛布のようなあたたかさ
5. 心の中の冒険
6. ロマンス寸前
7. Premonition
8. Myself・Yourself

歌 - クリノン（田村ゆかり）
1. My sweet darling
2. Myself・Yourself

歌 - リアン（水樹奈々）／ピアラ（沢城みゆき）
1. 優しい森
2. 愛のチョコスフレ
3. 赤い赤い花 〜THE WILD FLOWER〜

### 主題歌
PS2版・Xbox版、アンコールに追加されている
- オープニング「Angel Pride」
  - 作詞：三井ゆきこ／作曲：cota／編曲：広瀬充寿
- エンディング「メロディーフラワー」
  - 作詞：椎名可憐／作曲：cota／編曲：広瀬充寿

## その他
本作はくろねこさんちーむの作品『リトル・ウィッチ シリーズ』と共通の世界の「風の国フォルラータ」が舞台である。また本作中のココナ・キュートはゲーム中の実家の話、フェールとの会話などから『リトル・ウィッチ シリーズ』のココットであることが暗に示されているが、名前を変更している理由は不明。フェールは外見、名前そのままに登場している。
初回版（PC版）には作中で使用された楽曲を収録した「エンジェリック・コンサート Song Collection」が付属していた。またメーカー通販の特典は「Myself・Yourself」のソロバージョン2曲及び作中での楽曲のカラオケ、さらに本作の追加曲プラグイン「PoetryLove」を収録したCDExtraであった。このPoetryLoveの追加曲は後に公式サイトにて公開された「PoetryLove Take0」とは異なり、同曲のさびの部分をプラグインにした物である。
なお、本作はくろねこさんちーむのミュージックアドベンチャーゲーム第1作目であるが、ミュージックアクションゲームのエンジン部分が作り直されているため後に発売された『AS〜エンジェリックセレナーデ』及び『ASDVD』以降の追加曲プラグインとは互換性がない。ただし完全版ともいえるEncoreとは互換性がある。

## 関連商品

### 書籍
リトル・ウィッチ・パルフェビジュアルファンブック（2001年7月6日、エンターブレイン、ISBN 4757703600）
初回版（PC版）用の攻略データが記載されており初回版用の「リトル・ウィッチ・シリーズ」のプラグイン曲CDが付属している。
エンジェリックコンサート公式ビジュアルファンブック（2003年4月1日、エンターブレイン、ISBN 4757714130）
PC版、PS2版、Xbox版の総合本。攻略データ等も記載されている。Encoreにはこの攻略データ部分のPDFデータが付属している。

## CD

### Song Collection
PC版の初回限定版特典CD。PC版の曲が全て収録されている。
収録曲
1. トラベルハーモニー
  - 歌：サフィ＝スィーニー（堀江由衣）

2. ひと言の魔法
  - 歌：サフィ＝スィーニー（堀江由衣）

3. 眠る前のテレパシー
  - 歌：サフィ＝スィーニー（堀江由衣）

4. 毛布のようなあたたかさ
  - 歌：サフィ＝スィーニー（堀江由衣）

5. 心の中の冒険
  - 歌：サフィ＝スィーニー（堀江由衣）

6. ロマンス寸前
  - 歌：サフィ＝スィーニー（堀江由衣）

7. Premonition
  - 歌：サフィ＝スィーニー（堀江由衣）

8. My sweet darling
  - 歌：クリノン＝リヴァーレ（田村ゆかり）

9. Myself・Yourself
  - 歌：サフィ＝スィーニー（堀江由衣）、クリノン＝リヴァーレ（田村ゆかり）

### Song Collection Plus
OMNI SHOPでの通販特典CD。または、「Poetry Love 〜出会いは詩うように〜」にデータとして収録されている。
『エンジェリック・コンサート
Song Collection』収録曲のカラオケバージョンや、「Myself・Yourself」の「サフィ・SoloVer.」や「クリノン・SoloVer.」などが収録されている。

### ボーカルコレクション
PC版、PS2版、Xbox版の各曲が収録されている。PC版の曲はアレンジされているが、各曲にアレンジ版との表記はない。
収録曲
1. ひと言の魔法
  - 歌：サフィ＝スィーニー（堀江由衣）

2. 優しい森
  - 歌：リアン＝エルサス（水樹奈々）

3. Angel Pride
  - 歌：田村ゆかり
  - PS2版・Xbox版／『エンジェリック・コンサート アンコール』オープニングテーマ

4. 優しい森
  - 歌：ピアラ＝セティス（沢城みゆき）

5. 愛のチョコスフレ
  - 歌：リアン＝エルサス（水樹奈々）

6. 心の中の冒険
  - 歌：サフィ＝スィーニー（堀江由衣）

7. 愛のチョコスフレ
  - 歌：ピアラ＝セティス（沢城みゆき）

8. 赤い赤い花 〜THE WILD FLOWER〜
  - 歌：リアン＝エルサス（水樹奈々）

9. Premonition
  - 歌：サフィ＝スィーニー（堀江由衣）

10. My sweet darling
  - 歌：クリノン＝リヴァーレ（田村ゆかり）

11. 赤い赤い花 〜THE WILD FLOWER〜
  - 歌：ピアラ＝セティス（沢城みゆき）

12. Myself・Yourself
  - 歌：サフィ＝スィーニー（堀江由衣）、クリノン＝リヴァーレ（田村ゆかり）

13. メロディーフラワー
  - 歌：田村ゆかり
  - PS2版・Xbox版／『エンジェリック・コンサート アンコール』エンディングテーマ